# 短穗柽柳
短穗柽柳（学名：Tamarix laxa），为柽柳科柽柳属下的一个植物种。